# ترمینال راه کربلا (کرمانشاه)
ترمینال راه کربلا یا ترمینال غرب کرمانشاه یک ترمینال مسافربری در شهر کرمانشاه است که در جنوب غربی این شهر قرار دارد. این ترمینال در تقاطع بلوار راه کربلا (میرزا رضا کلهر) و کمربندی غربی این شهر قرار دارد. انتقال مسافر از مرکز استان به شهرستان‌های اسلام‌آباد غرب، دالاهو، قصر شیرین، سرپل ذهاب و گیلانغرب در غرب استان کرمانشاه از این ترمینال انجام می‌شود. همچنین مسافران کشور عراق نیز به ترمینال مرزی خسروی در قصر شیرین منتقل می‌شوند. تا پیش از ساخته شدن این ترمینال، انتقال مسافران شهرستان‌های غربی استان از مکانی نزدیک به همین ترمینال انجام می‌شد که گاراژ قصر شیرین نامیده می‌شد.